# Atameken-Agro
Atameken-Agro (russisch Атамекен-Агро) ist ein Agrarunternehmen aus Kasachstan mit Sitz in Kökschetau. Es wurde am 3. September 2003 gegründet und gehört zu den größten landwirtschaftlichen Produzenten Kasachstans.
Die Haupttätigkeit ist die Herstellung und der Verkauf von Weizen, Flachs, Raps und Gerste. Aber auch Sonnenblumen sowie die Hülsenfrüchte Erbse und Linsen werden angebaut.
Im Jahr 2010 beträgt die Größe der Anbaufläche des Unternehmens insgesamt 230.000 Hektar. Die Flächen sind vor allem in den Gebieten Aqmola und Nordkasachstan.